# Campiones de dobles femenins del Torneig de Roland Garros

La competició de dobles femenins se celebra des de l'any 1925, ja directament oberta a tennistes internacionals. Els vencedors reben una rèplica en miniatura del trofeu Coupe Simone Mathieu en honor del tennista francesa Simone Mathieu.

## Palmarès

### Internationaux de France de tennis amateurs
| Any  | Vencedores                                    | Finalistes                                     | Resultat                                      |
| ---- | --------------------------------------------- | ---------------------------------------------- | --------------------------------------------- |
| 1925 | Suzanne Lenglen Julie Vlasto                  | Evelyn Colyer Kathleen McKane                  | 6−1, 9−11, 6−2                                |
| 1926 | Suzanne Lenglen Julie Vlasto (2)              | Evelyn Colyer Kathleen McKane                  | 6−1, 6−1                                      |
| 1927 | Irene Bowder Peacock Bobbie Heine             | Peggy Saunders Mitchell Phoebe Watson          | 6−2, 6−1                                      |
| 1928 | Phoebe Holcroft Watson Eileen Bennett         | Suzanne Deve Sylvia Lafaurie                   | 6−0, 6−2                                      |
| 1929 | Lilí Álvarez Kornelia Bouman                  | Bobbie Heine Alida Neave                       | 7−5, 6−3                                      |
| 1930 | Helen Wills Elizabeth Ryan                    | Simone Barbier Simone Mathieu                  | 6−3, 6−1                                      |
| 1931 | Eileen Bennett Betty Nuthall                  | Cilly Aussem Elizabeth Ryan                    | 9−7, 6−2                                      |
| 1932 | Helen Wills Elizabeth Ryan (2)                | Betty Nuthall Eileen Bennett                   | 6−1, 6−3                                      |
| 1933 | Simone Mathieu Elizabeth Ryan                 | Sylvie Jung Henrotin Colette Rosambert         | 6−1 6−3                                       |
| 1934 | Simone Mathieu Elizabeth Ryan (2)             | Helen Hull Jacobs Sarah Palfrey Cooke          | 3−6, 6−4, 6−2                                 |
| 1935 | Margaret Scriven Vivian Kay Stammers          | Ida Adamoff Hilde Krahwinkel Sperling          | 6−4, 6−0                                      |
| 1936 | Simone Mathieu Billie Yorke                   | Susan Noel Jadwiga Jędrzejowska                | 2−6, 6−4, 6−4                                 |
| 1937 | Simone Mathieu Billie Yorke                   | Dorothy Andrus Sylvie Jung Henrotin            | 3−6, 6−2, 6−2                                 |
| 1938 | Simone Mathieu Billie Yorke (3)               | Arlette Halff Nelly Adamson Landry             | 6−3, 6−3                                      |
| 1939 | Simone Mathieu Jadwiga Jędrzejowska           | Alice Florian Hella Kovac                      | 7−5, 7−5                                      |
| 1940 | Sense competició per la Segona Guerra Mundial | Sense competició per la Segona Guerra Mundial  | Sense competició per la Segona Guerra Mundial |
| 1941 | Sense competició per la Segona Guerra Mundial | Sense competició per la Segona Guerra Mundial  | Sense competició per la Segona Guerra Mundial |
| 1942 | Sense competició per la Segona Guerra Mundial | Sense competició per la Segona Guerra Mundial  | Sense competició per la Segona Guerra Mundial |
| 1943 | Sense competició per la Segona Guerra Mundial | Sense competició per la Segona Guerra Mundial  | Sense competició per la Segona Guerra Mundial |
| 1944 | Sense competició per la Segona Guerra Mundial | Sense competició per la Segona Guerra Mundial  | Sense competició per la Segona Guerra Mundial |
| 1945 | Sense competició per la Segona Guerra Mundial | Sense competició per la Segona Guerra Mundial  | Sense competició per la Segona Guerra Mundial |
| 1946 | Louise Brough Clapp Margaret Osborne          | Pauline Betz Doris Hart                        | 6−4, 0−6, 6−1                                 |
| 1947 | Louise Brough Clapp Margaret Osborne (2)      | Doris Hart Patricia Canning Todd               | 7−5, 6−2                                      |
| 1948 | Doris Hart Patricia Canning Todd              | Shirley Fry Irvin Mary Arnold Prentiss         | 6−4, 6−2                                      |
| 1949 | Margaret Osborne Louise Brough Clapp          | Joy Gannon Betty Hilton                        | 7−5, 6−1                                      |
| 1950 | Doris Hart Shirley Fry Irvin                  | Louise Brough Clapp Margaret Osborne           | 1−6, 7−5, 6−2                                 |
| 1951 | Doris Hart Shirley Fry Irvin                  | Beryl Bartlett Barbara Scofield                | 10−8, 6−3                                     |
| 1952 | Doris Hart Shirley Fry Irvin                  | Hazel Redick Smith Julia Wipplinger            | 7−5, 6−1                                      |
| 1953 | Doris Hart Shirley Fry Irvin (4)              | Maureen Connolly Julie Ann Sampson             | 6−4, 6−3                                      |
| 1954 | Maureen Connolly Nell Hall Hopman             | Maude Galtier Suzanne Schmitt                  | 7−5, 4−6, 6−0                                 |
| 1955 | Beverly Baker Fleitz Darlene Hard             | Shirley Bloomer Brasher Patricia Ward Hales    | 7−5, 6−8, 13−11                               |
| 1956 | Angela Buxton Althea Gibson                   | Darlene Hard Dorothy Head Knode                | 6−8, 8−6, 6−1                                 |
| 1957 | Shirley Bloomer Brasher Darlene Hard          | Yola Ramírez Ochoa Rosa Reyes                  | 7−5, 4−6, 7−5                                 |
| 1958 | Rosa Reyes Yola Ramírez Ochoa                 | Mary Bevis Hawton Thelma Coyne Long            | 6−4, 7−5                                      |
| 1959 | Sandra Reynolds Price Renee Schuurman         | Yola Ramírez Ochoa Rosa Reyes                  | 2−6, 6−0, 6−1                                 |
| 1960 | Maria Bueno Darlene Hard                      | Patricia Ward Hales Ann Haydon Jones           | 6−2, 7−5                                      |
| 1961 | Sandra Reynolds Price Renee Schuurman         | Maria Bueno Darlene Hard                       | Renúncia                                      |
| 1962 | Sandra Reynolds Price Renee Schuurman (3)     | Justina Bricka Margaret Smith                  | 6−4, 6−4                                      |
| 1963 | Ann Haydon Jones Renee Schuurman              | Robyn Ebbern Margaret Smith                    | 7−5, 6−4                                      |
| 1964 | Margaret Smith Lesley Turner                  | Norma Baylon Helga Hösl-Schultze               | 6−3, 6−1                                      |
| 1965 | Margaret Smith Lesley Turner (2)              | Françoise Durr Jeanine Lieffrig                | 6−3, 6−1                                      |
| 1966 | Margaret Smith Judy Tegart-Dalton             | Jill Blackman Fay Toyne-Moore                  | 4−6, 6−1, 6−1                                 |
| 1967 | Françoise Durr Gail Sherriff                  | Annette Van Zyl-Du Plooy Pat Walkden-Pretorius | 6−2, 6−2                                      |

### Internationaux de France de tennis Open
| Any  | Vencedores                                         | Finalistes                                   | Resultat         |
| ---- | -------------------------------------------------- | -------------------------------------------- | ---------------- |
| 1968 | Françoise Durr Ann Haydon Jones                    | Rosemary Casals Billie Jean King             | 7−5, 4−6, 6−4    |
| 1969 | Françoise Durr Ann Haydon Jones (2)                | Margaret Smith Court Nancy Richey            | 6−0, 4−6, 7−5    |
| 1970 | Gail Sherriff Françoise Durr                       | Rosemary Casals Billie Jean King             | 6−1, 3−6, 6−3    |
| 1971 | Gail Sherriff Françoise Durr (2)                   | Helen Gourlay Kerry Harris                   | 6−4, 6−1         |
| 1972 | Billie Jean King Betty Stöve                       | Winnie Shaw Nell Truman                      | 6−1, 6−2         |
| 1973 | Margaret Smith Court Virginia Wade                 | Françoise Durr Betty Stöve                   | 6−2, 6−3         |
| 1974 | Chris Evert Olga Morozova                          | Gail Sherriff Katja Ebbinghaus               | 6−4, 2−6, 6−1    |
| 1975 | Chris Evert Martina Navrátilová                    | Julie Anthony Olga Morozova                  | 6−3, 6−2         |
| 1976 | Fiorella Bonicelli Gail Sherriff                   | Kathleen Harter Helga Masthoff               | 6−4, 1−6, 6−3    |
| 1977 | Regina Maršíková Pam Teeguarden                    | Helen Gourlay Cawley Rayni Fox               | 5−7, 6−4, 6−2    |
| 1978 | Mima Jaušovec Virginia Ruzici                      | Lesley Turner Bowrey Gail Sherriff           | 6−4, 6−3         |
| 1979 | Betty Stöve Wendy Turnbull                         | Françoise Durr Virginia Wade                 | 2−6, 7−5, 6−4    |
| 1980 | Kathy Jordan Anne Smith                            | Ivanna Madruga-Osses Adriana Villagran-Reami | 6−1, 6−0         |
| 1981 | Rosalyn Fairbank Tanya Harford                     | Candy Reynolds Paula Smith                   | 6−1, 6−3         |
| 1982 | Martina Navrátilová Anne Smith                     | Rosemary Casals Wendy Turnbull               | 6−3, 6−4         |
| 1983 | Rosalyn Fairbank Candy Reynolds                    | Kathy Jordan Anne Smith                      | 5−7, 7−5, 6−2    |
| 1984 | Martina Navrátilová Pam Shriver                    | Claudia Kohde-Kilsch Hana Mandlíková         | 5−7, 6−3, 6−2    |
| 1985 | Martina Navrátilová Pam Shriver                    | Claudia Kohde-Kilsch Helena Suková           | 4−6, 6−2, 6−2    |
| 1986 | Martina Navrátilová Andrea Temesvari               | Steffi Graf Gabriela Sabatini                | 6−1, 6−2         |
| 1987 | Martina Navrátilová Pam Shriver                    | Steffi Graf Gabriela Sabatini                | 6−2, 6−1         |
| 1988 | Martina Navrátilová Pam Shriver (4)                | Claudia Kohde-Kilsch Helena Suková           | 6−2, 7−5         |
| 1989 | Larisa Savchenko-Neiland Nataixa Zvéreva           | Steffi Graf Gabriela Sabatini                | 6−4, 6−4         |
| 1990 | Jana Novotná Helena Suková                         | Larisa Savchenko-Neiland Nataixa Zvéreva     | 6−4, 7−5         |
| 1991 | Gigi Fernández Jana Novotná                        | Larisa Savchenko-Neiland Nataixa Zvéreva     | 6−4, 6−0         |
| 1992 | Gigi Fernández Nataixa Zvéreva                     | Conchita Martínez Arantxa Sánchez Vicario    | 6−3, 6−2         |
| 1993 | Gigi Fernández Nataixa Zvéreva                     | Larisa Savchenko-Neiland Jana Novotná        | 6−3, 7−5         |
| 1994 | Gigi Fernández Nataixa Zvéreva                     | Lindsay Davenport Lisa Raymond               | 6−2, 6−2         |
| 1995 | Gigi Fernández Nataixa Zvéreva                     | Jana Novotná Arantxa Sánchez Vicario         | 6−7(6), 6−4, 7−5 |
| 1996 | Lindsay Davenport Mary Joe Fernández               | Gigi Fernández Nataixa Zvéreva               | 6−2, 6−1         |
| 1997 | Gigi Fernández Nataixa Zvéreva (5)                 | Mary Joe Fernández Lisa Raymond              | 6−2, 6−3         |
| 1998 | Martina Hingis Jana Novotná                        | Lindsay Davenport Nataixa Zvéreva            | 6−1, 7−6(4)      |
| 1999 | Serena Williams Venus Williams                     | Martina Hingis Anna Kúrnikova                | 6−3, 6−7(2), 8−6 |
| 2000 | Martina Hingis Mary Pierce                         | Virginia Ruano Pascual Paola Suárez          | 6−2, 6−4         |
| 2001 | Virginia Ruano Pascual Paola Suárez                | Jelena Dokić Conchita Martínez               | 6−2, 6−1         |
| 2002 | Virginia Ruano Pascual Paola Suárez                | Lisa Raymond Rennae Stubbs                   | 6−4, 6−2         |
| 2003 | Kim Clijsters Ai Sugiyama                          | Virginia Ruano Pascual Paola Suárez          | 6−7(5), 6−2, 9−7 |
| 2004 | Virginia Ruano Pascual Paola Suárez                | Svetlana Kuznetsova Ielena Likhovtseva       | 6−0, 6−3         |
| 2005 | Virginia Ruano Pascual Paola Suárez (4)            | Cara Black Liezel Huber                      | 4−6, 6−3, 6−3    |
| 2006 | Lisa Raymond Samantha Stosur                       | Daniela Hantuchová Ai Sugiyama               | 6−3, 6−2         |
| 2007 | Alicia Molik Mara Santangelo                       | Katarina Srebotnik Ai Sugiyama               | 7−6(5), 6−4      |
| 2008 | Anabel Medina Garrigues Virginia Ruano Pascual     | Casey Dellacqua Francesca Schiavone          | 2−6, 7−5, 6−4    |
| 2009 | Anabel Medina Garrigues Virginia Ruano Pascual (2) | Viktória Azàrenka Ielena Vesninà             | 6−1, 6−1         |
| 2010 | Serena Williams Venus Williams (2)                 | Kveta Peschke Katarina Srebotnik             | 6−2, 6−3         |
| 2011 | Andrea Hlaváčková Lucie Hradecká                   | Sania Mirza Ielena Vesninà                   | 6−4, 6−3         |
| 2012 | Sara Errani Roberta Vinci                          | Maria Kirilenko Nàdia Petrova                | 4−6, 6−4, 6−2    |
| 2013 | Iekaterina Makàrova Ielena Vesninà                 | Sara Errani Roberta Vinci                    | 7−5, 6−2         |
| 2014 | Hsieh Su-wei Peng Shuai                            | Sara Errani Roberta Vinci                    | 6−4, 6−1         |
| 2015 | Bethanie Mattek-Sands Lucie Šafářová               | Casey Dellacqua Iaroslava Xvédova            | 3−6, 6−4, 6−2    |
| 2016 | Caroline Garcia Kristina Mladenovic                | Iekaterina Makàrova Ielena Vesninà           | 6−3, 2−6, 6−4    |
| 2017 | Bethanie Mattek-Sands Lucie Šafářová (2)           | Ashleigh Barty Casey Dellacqua               | 6−2, 6−1         |
| 2018 | Barbora Krejčíková Kateřina Siniaková              | Eri Hozumi Makoto Ninomiya                   | 6−3, 6−3         |
| 2019 | Tímea Babos Kristina Mladenovic                    | Duan Yingying Zheng Saisai                   | 6−2, 6−3         |
| 2020 | Tímea Babos Kristina Mladenovic (2)                | Alexa Guarachi Desirae Krawczyk              | 6−4, 7−5         |
| 2021 | Barbora Krejčíková Kateřina Siniaková (2)          | Bethanie Mattek-Sands Iga Świątek            | 6−4, 6−2         |
| 2022 | Caroline Garcia Kristina Mladenovic (2)            | Coco Gauff Jessica Pegula                    | 2−6, 6−3, 6−2    |
| 2023 | Hsieh Su-wei Wang Xinyu                            | Leylah Fernandez Taylor Townsend             | 1−6, 7−6(5), 6−1 |
| 2024 | Coco Gauff Kateřina Siniaková                      | Sara Errani Jasmine Paolini                  | 7−6(5), 6−3      |
| 2025 | Sara Errani Jasmine Paolini                        | Anna Danilina Aleksandra Krunić              | 6−4, 2−6, 6−1    |

## Estadístiques

### Campiones múltiples (parella)
| Tennistes en actiu |

| Tennistes                                      | Era Amateur | Era Open | Total | Anys                         |
| ---------------------------------------------- | ----------- | -------- | ----- | ---------------------------- |
| Gigi Fernández Nataixa Zvéreva                 | 0           | 5        | 5     | 1992, 1993, 1994, 1995, 1997 |
| Doris Hart Shirley Fry Irvin                   | 4           | 0        | 4     | 1950, 1951, 1952, 1953       |
| Martina Navrátilová Pam Shriver                | 0           | 4        | 4     | 1984, 1985, 1987, 1988       |
| Virginia Ruano Pascual Paola Suárez            | 0           | 4        | 4     | 2001, 2002, 2004, 2005       |
| Simone Mathieu Billie Yorke                    | 3           | 0        | 3     | 1936, 1937, 1938             |
| Louise Brough Clapp Margaret Osborne           | 3           | 0        | 3     | 1946, 1947, 1949             |
| Sandra Reynolds Price Renee Schuurman          | 3           | 0        | 3     | 1959, 1961, 1962             |
| Suzanne Lenglen Julie Vlasto                   | 2           | 0        | 2     | 1925, 1926                   |
| Helen Wills Elizabeth Ryan                     | 2           | 0        | 2     | 1930, 1932                   |
| Simone Mathieu Elizabeth Ryan                  | 2           | 0        | 2     | 1933, 1934                   |
| Margaret Smith Court Lesley Turner             | 2           | 0        | 2     | 1964, 1965                   |
| Françoise Durr Ann Haydon Jones                | 0           | 2        | 2     | 1968, 1969                   |
| Gail Sherriff Françoise Durr                   | 0           | 2        | 2     | 1970, 1971                   |
| Anabel Medina Garrigues Virginia Ruano Pascual | 0           | 2        | 2     | 2008, 2009                   |
| Serena Williams Venus Williams                 | 0           | 2        | 2     | 1999, 2010                   |
| Bethanie Mattek-Sands Lucie Šafářová           | 0           | 2        | 2     | 2015, 2017                   |
| Tímea Babos Kristina Mladenovic                | 0           | 2        | 2     | 2019, 2020                   |
| Barbora Krejčíková Kateřina Siniaková          | 0           | 2        | 2     | 2018, 2021                   |
| Caroline Garcia Kristina Mladenovic            | 0           | 2        | 2     | 2016, 2022                   |

### Campiones múltiples (individual)
| Tennistes en actiu |

| Tennista                | Era Amateur | Era Open | Total | Anys                                     |
| ----------------------- | ----------- | -------- | ----- | ---------------------------------------- |
| / Martina Navrátilová   | 0           | 7        | 7     | 1975, 1982, 1984, 1985, 1986, 1987, 1988 |
| Simone Mathieu          | 6           | 0        | 6     | 1933, 1934, 1936, 1937, 1938, 1939       |
| / Nataixa Zvéreva       | 0           | 6        | 6     | 1989, 1992, 1993, 1994, 1995, 1997       |
| Gigi Fernández          | 0           | 6        | 6     | 1991, 1992, 1993, 1994, 1995, 1997       |
| Virginia Ruano Pascual  | 0           | 6        | 6     | 2001, 2002, 2004, 2005, 2008, 2009       |
| Doris Hart              | 5           | 0        | 5     | 1948, 1950, 1951, 1952, 1953             |
| Françoise Durr          | 1           | 4        | 5     | 1967, 1968, 1969, 1970, 1971             |
| Elizabeth Ryan          | 4           | 0        | 4     | 1930, 1932, 1933, 1934                   |
| Shirley Fry Irvin       | 4           | 0        | 4     | 1950, 1951, 1952, 1953                   |
| Renee Schuurman         | 4           | 0        | 4     | 1959, 1961, 1962, 1963                   |
| Margaret Smith Court    | 3           | 1        | 4     | 1964, 1965, 1966, 1973                   |
| Gail Sherriff           | 1           | 3        | 4     | 1967, 1970, 1971, 1976                   |
| Pam Shriver             | 0           | 4        | 4     | 1984, 1985, 1987, 1988                   |
| Paola Suárez            | 0           | 4        | 4     | 2001, 2002, 2004, 2005                   |
| Kristina Mladenovic     | 0           | 4        | 4     | 2016, 2019, 2020, 2022                   |
| Billie Yorke            | 3           | 0        | 3     | 1936, 1937, 1938                         |
| Louise Brough Clapp     | 3           | 0        | 3     | 1946, 1947, 1949                         |
| Margaret Osborne Clapp  | 3           | 0        | 3     | 1946, 1947, 1949                         |
| Darlene Hard            | 3           | 0        | 3     | 1955, 1957, 1960                         |
| Sandra Reynolds Price   | 3           | 0        | 3     | 1959, 1961, 1962                         |
| Ann Haydon Jones        | 1           | 2        | 3     | 1963, 1968, 1969                         |
| / Jana Novotná          | 0           | 3        | 3     | 1990, 1991, 1998                         |
| Kateřina Siniaková      | 0           | 3        | 3     | 2018, 2021, 2024                         |
| Suzanne Lenglen         | 2           | 0        | 2     | 1925, 1926                               |
| Julie Vlasto            | 2           | 0        | 2     | 1925, 1926                               |
| Eileen Bennett          | 2           | 0        | 2     | 1928, 1931                               |
| Helen Wills             | 2           | 0        | 2     | 1930, 1932                               |
| Lesley Turner           | 2           | 0        | 2     | 1964, 1965                               |
| Betty Stöve             | 0           | 2        | 2     | 1972, 1979                               |
| Chris Evert             | 0           | 2        | 2     | 1974, 1975                               |
| Anne Smith              | 0           | 2        | 2     | 1980, 1982                               |
| Rosalyn Fairbank        | 0           | 2        | 2     | 1981, 1983                               |
| Martina Hingis          | 0           | 2        | 2     | 1998, 2000                               |
| Serena Williams         | 0           | 2        | 2     | 1999, 2010                               |
| Venus Williams          | 0           | 2        | 2     | 1999, 2010                               |
| Anabel Medina Garrigues | 0           | 2        | 2     | 2008, 2009                               |
| Bethanie Mattek-Sands   | 0           | 2        | 2     | 2015, 2017                               |
| Lucie Šafářová          | 0           | 2        | 2     | 2015, 2017                               |
| Tímea Babos             | 0           | 2        | 2     | 2019, 2020                               |
| Barbora Krejčíková      | 0           | 2        | 2     | 2018, 2021                               |
| Caroline Garcia         | 0           | 2        | 2     | 2016, 2022                               |
| Hsieh Su-wei            | 0           | 2        | 2     | 2014, 2023                               |
| Sara Errani             | 0           | 2        | 2     | 2012, 2025                               |